# Sabil

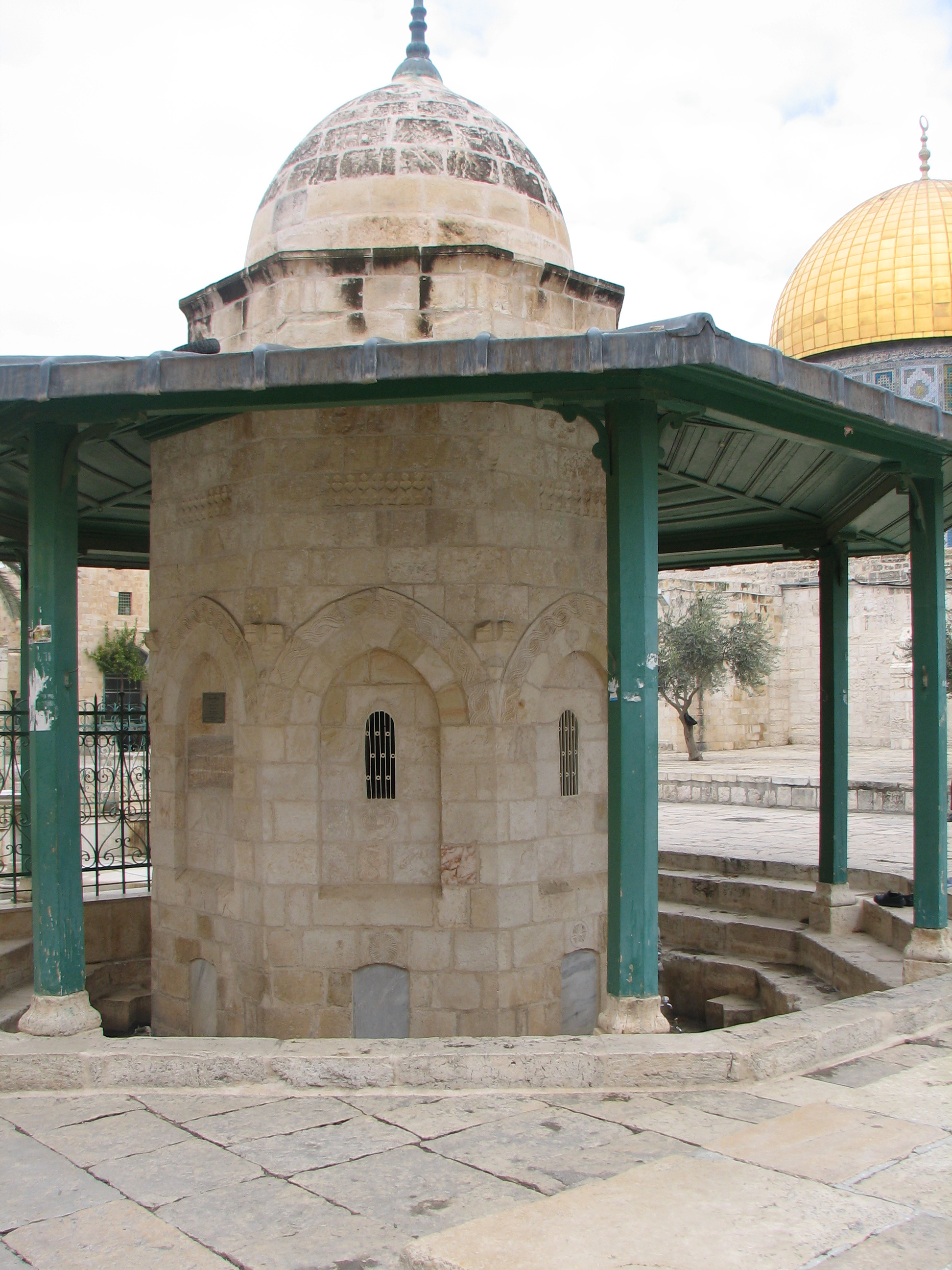
Sabil en la mezquita Al-Aqsa, de Jerusalén.

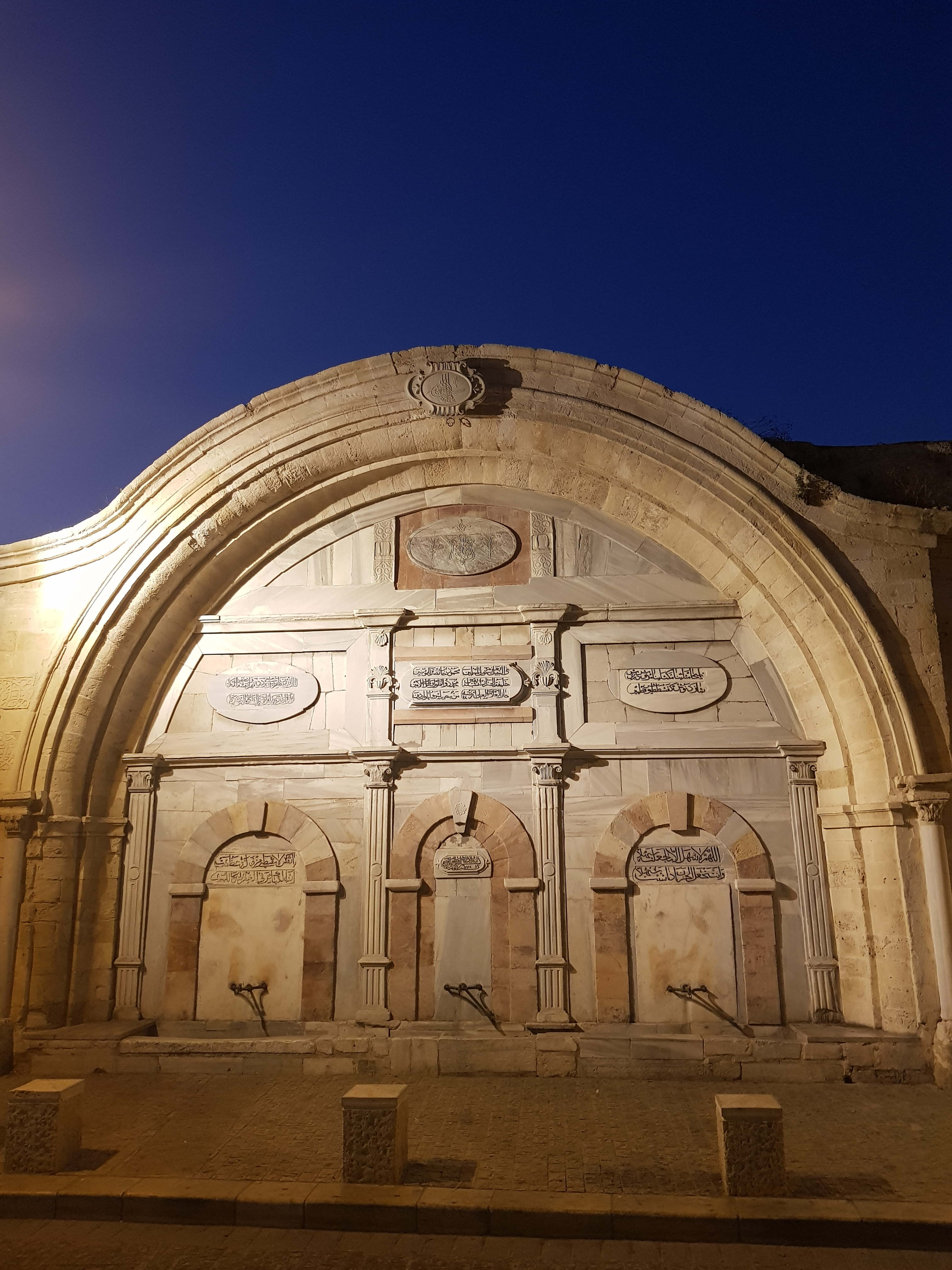
Sabil in Jaffa

El sabil, palabra proveniente del árabe que sirve para designar una fuente pública.
Dichas fuentes se destinaban principalmente para las abluciones en las mezquitas donde según la tradición musulmana han de purificarse antes de entrar en el Iwán.

## Etimología
La palabra sebil o sabil proviene de la raíz árabe sabala (سبل) que significa «dejar caer, cerrar los ojos o derramar lágrimas». Sabil inicialmente significaba «carretera» o «camino» y se usa tanto metafóricamente como literalmente en muchas ocasiones en el Corán. Su uso como término arquitectónico para edificio de agua pública probablemente derive de un concepto más abstracto para referirse a los actos generales realizados para la gloria de Dios (como un acto caritativo).

## Historia
Durante el periodo formativo de la primitiva sociedad islámica, a partir del siglo VII, el mundo islámica heredó las tradiciones hidráulicas de la tardo-antigüedad del mundo Mediterráneo (los antiguos Imperio romano y bizantino) y el mundo iranio (bajo el Imperio sasánida). El agua tenía un papel esencial en los actos religiosos, especialmente en las abluciones necesarias antes del rezo, por lo que las primeras mezquitas estaban equipadas de una pila de agua o fuente. El Corán describe el agua como una bendición de Dios y algunos hadices exhortan a los musulmanes a ofrecer agua a los humanos y animales sedientos.
Como consecuencia, el agua se convirtió en un elemento muy relevante en la arquitectura islámica. Los hammams, herederos de las termas romanas, continuaron siendo unas instalaciones esenciales en las ciudades islámicas, además de las fuentes públicas. Al mismo tiempo, el agua formaba parte de los diseños de los palacios y los jardines desde el Califato omeya de Damasco (663-750). Jugó un papel tanto en los jardines persas como en los mismos palacios como La Alhambra en Granada.
El origen de la estructura del sebil todavía es un debate abierto. Mientras que el agua estaba implícita en muchos diseños arquitectónicos de todo el mundo islámico, el sebil como estructura reconocible con un uso específico se asocia principalmente al Sultanato mameluco (1250-1517) y al Imperio otomano (1299-1922), contando con numerosos ejemplos tanto en El Cairo como en Estambul.